# Холливуд (водохранилище)
Холливуд (англ. Hollywood Reservoir) — водохранилище в США, расположенное в горах Санта-Моника. Находится на территории Голливуд-Хиллз, Лос-Анджелес, Калифорния. Обслуживается Лос-Анджелесским департаментом водоснабжения и электроснабжения. Со стороны водохранилища из его окрестностей можно наблюдать знак Голливуда.
Водохранилище было создано благодаря плотине Малхолланда, построенный в 1924 году. Проект был разработан Лос-Анджелесским департаментом водоснабжения и электроснабжения (LADWP — Los Angeles Department of Water and Power), который тогда назывался «Бюро гидравлических работ и водоснабжения».
Изначально водоём обладал объёмом 9 500 000 м³, или 2,5 млрд галлонов, а максимальная глубина составляла 56 м (183 фута). Но в 1931 году LADWP принял решение уменьшить максимально допустимый объём водохранилища до 4 900 000 м³. Данная мера была принята с целью не допустить возможности катастрофы, аналогичной разрушению плотины Св. Франциска в 1928 году. В настоящее время объём водоёма обычно составляет около 3 500 000 м³.
В окрестностях водохранилища оборудована рекреационная зона Лейк-Голливуд-парк, используемая для прогулок и занятий спортом.